# Similipecten greenlandicus
Similipecten greenlandicus is een tweekleppigensoort uit de familie van de Propeamussiidae. De wetenschappelijke naam van de soort werd in 1842 voor het eerst geldig gepubliceerd door George Brettingham Sowerby II.